# Cozumel

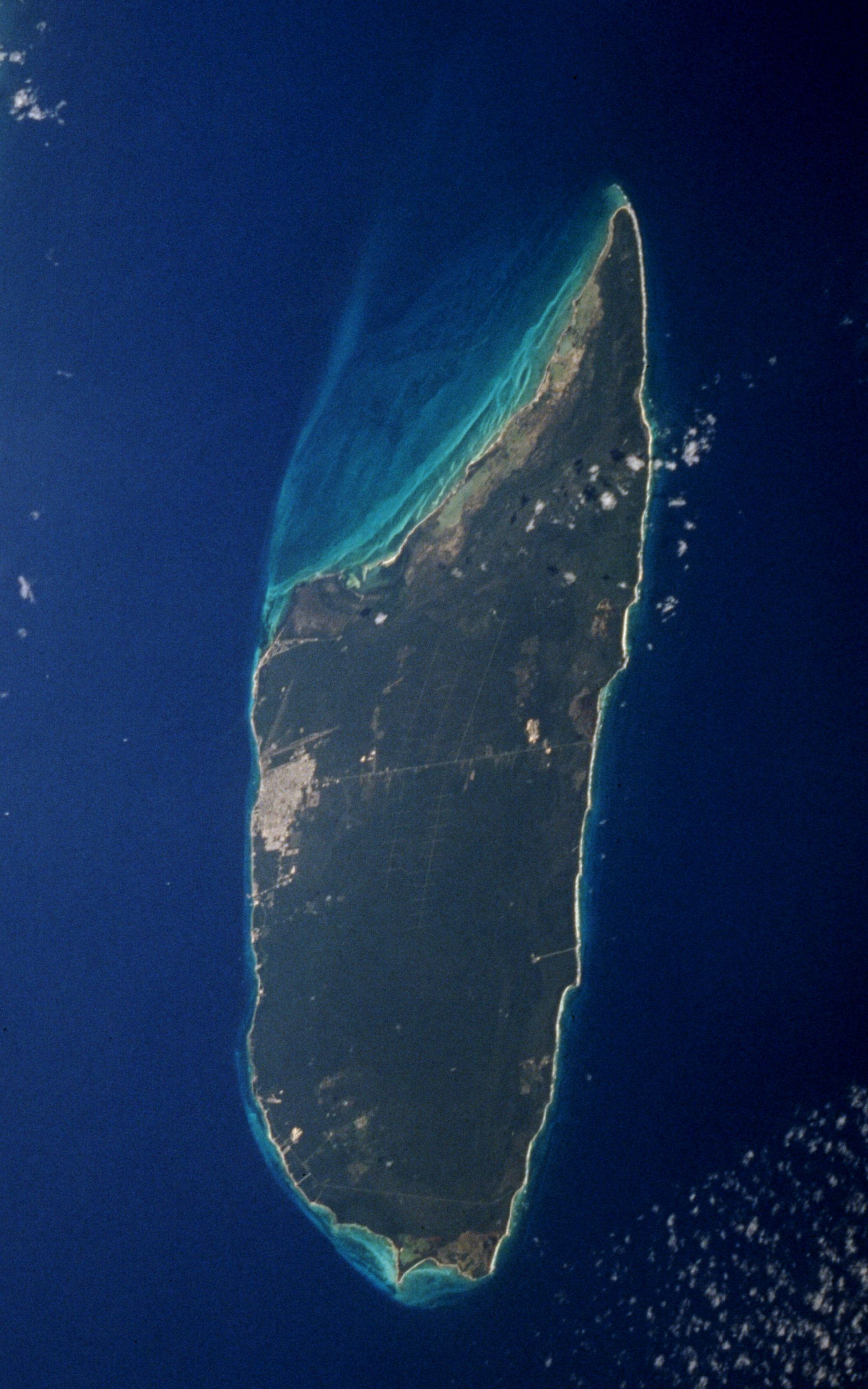
Vista aèria de Cozumel.

Cozumel és una illa de Mèxic situada a 45 minuts de distància de Playa del Carmen i és un municipi de l'estat de Quintana Roo. Amb unes dimensions de 14,5 km d'amplària i 58 km de llargària, Cozumel és l'illa més gran del Carib mexicà.
Illa sagrada i lloc de peregrinació maia, Cozumel era coneguda en època prehispànica com a Cuzmil ("terra d'orenetes") i s'hi trobava l'oracle d'Ixchel, la deessa de la Lluna i de la fecunditat.
El port de San Miguel de Cozumel està situat a la costa occidental de l'illa, davant de terra ferma, i és la porta d'entrada a l'illa des del continent. A pocs quilòmetres al sud del port, hi ha el parc Nacional de Chankanaab. Es tracta d'un paratge natural d'una bellesa paisatgística insondable. Els amants del capbussament de superfície poden fruir dels fons coral·lins que hi ha als esculls de Palancar, de San Francisco i de santa Rosa.

## Història
La zona arqueològica de Tulum es troba a 130 km al sud de Cancun, si fa no fa a unes 2 hores de camí, tot seguint la carretera 307. Es tracta de l'últim baluard del poble maia a la costa yucateca. El recinte, en forma de quadrilàter, s'ubica sobre un penya-segat espectacular de 30 m d'altura que limita amb les aigües lluminoses del Carib, i és l'assentament maia més costaner que s'hi conserva. Al recinte hi ha més de 70 construccions diferents: temples, habitacles, fortificacions, llocs de sacrificis, etc., i està tancat per tres muralles gegantines -Tulum en llengua maia significa "mur, lloc tancat"- amb cinc portes d'entrada. A la zona s'hi arriba després de fer un curta caminada, a través d'un sender vorejat de selva, entre palmes exuberants i arbres del xiclet. Abans d'arribar a la zona de ruïnes, en una plaça descoberta, un grup de quatre voladors de Papantla, realitzen la cerimònia de les 13 voltes, fins que arriben a terra, com a pregària de fertilitat davant Xipetopec, el déu del Sol.